# 热万热
热万热（法語：Gevingey，法語發音：[ʒəvɛ̃ʒɛ]）是法国汝拉省的一个市镇，位于该省西部偏南，属于隆斯勒索涅区。

## 地理
热万热（46°38'12"N, 5°30'22"E）面积5.9 平方千米，位于法国勃艮第-弗朗什-孔泰大區汝拉省，该省份为法国东部内陆省份，北起上索恩省，西北接科多尔省，西临索恩-卢瓦尔省，南至安省，东与杜省和瑞士接壤。
与热万热接壤的市镇（或旧市镇、城区）包括：索尔讷河畔梅西亚、瑟桑塞、希伊勒维尼奥布勒、库尔布宗、弗雷比昂、热吕日、拉沙约斯、特勒纳勒。

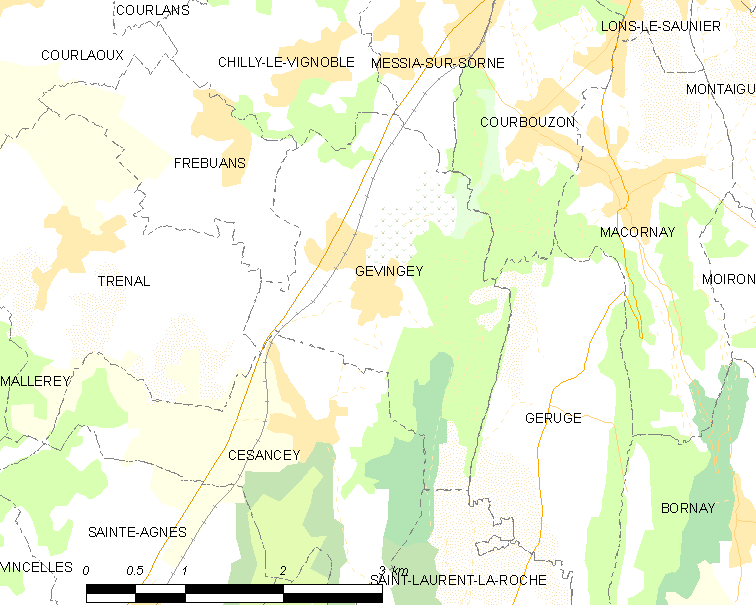
热万热的OSM定位图

热万热的时区为UTC+01:00、UTC+02:00（夏令时）。

## 行政
热万热的邮政编码为39570，INSEE市镇编码为39251。

## 政治
热万热所属的省级选区为隆斯勒索涅第二县。

## 人口

1962-2008年间热万热人口变化图示

热万热于2022年1月1日时的人口数量为441人。